# Donna che ama (film 1929)
Donna che ama (The Single Standard) è un film statunitense del 1929, diretto da John S. Robertson e interpretato da Greta Garbo, Nils Asther e Johnny Mack Brown.

## Trama
La debuttante Arden Stuart pensa che le regole di condotta che si applicano in società dovrebbero essere le stesse per entrambi i sessi, una combinazione di libertà, uguaglianza e onestà, in particolare per ciò riguarda l'amore. La sua prima esperienza sentimentale nasce dall'incontro casuale con l'autista Anthony, un disilluso ex "asso dell'aviazione", segretamente figlio di un lord. La loro spensierata storia d'amore finisce inaspettatamente in modo drammatico, quando il giovane si suicida, schiantandosi con l'auto, dopo essere stato licenziato a causa della loro relazione sconveniente.
In seguito un ammiratore di lunga data di Arden, Tommy Hewlett, vorrebbe chiederla in sposa, ma la donna ha un nuovo coinvolgimento amoroso con Packy Cannon, un ex pugile divenuto pittore di successo conosciuto casualmente in un museo. L'uomo aveva programmato una crociera in solitaria nei mari del sud sul suo yacht "The All Alone", e impulsivamente chiede ad Arden di accompagnarlo. Dopo mesi di beatitudine idilliaca però, Packy sembra perdere interesse per la giovane e decide di lasciarla, anche perché la loro storia influisce negativamente sulla sua attività artistica.
Arden si rassegna al volere del suo amato, e decide infine di legarsi al suo amico Tommy, accettando la sua proposta di matrimonio.
Passano gli anni e la coppia vive serenamente, allietati anche dalla presenza del loro amato figlio.
Tuttavia un giorno Packy ritorna e confessa ad Arden il suo errore poiché in tutti quegli anni non ha mai smesso di pensare a lei. La donna vive un improvviso sconvolgimento emotivo, capisce che il suo amore per Packy non si è mai sopito e dopo un incontro nella barca dell'uomo decide di partire ancora una volta insieme a lui.
Nel frattempo Tommy, consapevole di quanto accade, affronta il suo rivale e sotto la minaccia di una pistola ordina all'uomo di fingere di respingere Arden. In cambio, Tommy promette di organizzare un "incidente" di caccia che risulti fatale a se stesso, in modo che Arden torni libera e possa legarsi a Packy senza suscitare uno scandalo.
Arden intanto, sola in casa con suo figlio, si rende conto che il bambino significa tutto per lei, più di ogni altra cosa, anche del suo amore per Packy. Decide quindi di rimanere con la sua famiglia e lo comunica al suo ex amante.
Il mattino dopo Tommy, del tutto ignaro della decisione della moglie, ha ancora intenzione di portare a termine il suo tragico piano, ma fortunatamente Arden intuisce le intenzioni dell'uomo e riesce a impedirlo. Tommy è frastornato e confuso, ma guardando fuori dalla finestra di casa nota che lo yacht di Packy sta uscendo dal porto e capisce che non deve più temere per la sua famiglia.

## Produzione
Greta Garbo era diventata una delle star più importanti della MGM sin dal suo debutto nel cinema americano nel 1925. Fin dall'inizio, lo studio pianificò la carriera della diva come donna esotica che soffre per e a causa dell'amore. Con l'avvento del sonoro, crebbe l'incertezza su come si sarebbe sviluppata la sua carriera, in quanto la pronuncia della Garbo aveva una forte inflessione svedese.

Mentre prendeva lezioni di lingua specifiche, lo studio continuò a produrre con lei film muti, che erano nei contenuti variazioni dei suoi successi precedenti. Donna che ama, tratto dall'omonimo romanzo di Adela Rogers St. Johns, la presentava come un'americana che corrispondeva pienamente all'ideale dei ruggenti anni Venti, con le sue idee sulla moralità e sulla sessualità. A questo proposito, la didascalia di apertura nel film è emblematica:
"Gli uomini hanno sempre fatto quello che gli piaceva, e le donne hanno sempre fatto quello che piaceva agli uomini".
Greta Garbo nei panni di una donna che vive secondo le proprie regole fu già un successo al botteghino in Il destino dell'anno precedente. Inoltre il suo coprotagonista Nils Asther l'aveva imbarazzata sessualmente nei panni di un principe giavanese in Orchidea selvaggia, film uscito solo pochi mesi prima, e i critici elogiarono la chimica fra i due attori. C'è infine nel film una profetica allusione alla ben nota immagine della Garbo come donna solitaria una volta chiusa la carriera a Hollywood, con una situazione in cui la diva ama camminare da sola sotto la pioggia, infastidita dagli estranei.
I set cinematografici furono ideati nello spirito dell'art déco,e lo stesso le scenografie di Cedric Gibbons, e i costumi di Gilbert Adrian, eleganti e sobri, in linea con lo stile dell'epoca.
Barry Paris, storico del cinema, riporta nella sua biografia della Garbo che il costume a righe che la diva indossa a metà film era il preferito dell'attrice fra quelli indossati  negli anni della MGM.
Oliver T. Marsh sostituì lo storico direttore della fotografia William H. Daniels, ma solo uno sguardo attento noterebbe le differenze nell'illuminazione e nella tecnica di registrazione.
Le future star Joel McCrea e Robert Montgomery, all'epoca sconosciuti, possono essere notati in piccoli ruoli secondari non accreditati.

## Accoglienza
Il film uscì nelle sale nazionali il 27 luglio 1929 e, nonostante l'assalto degli spettatori ai film sonori, si rivelò un successo. Il costo di produzione di 336.000 dollari corrispondeva al costo medio di un film muto della Garbo. Secondo gli archivi della MGM il film ha incassato 659.000 in Nord America e altri 389.000 nei mercati esteri, generando un profitto di 333.000 dollari.